# Pariosternarchus
Pariosternarchus is een monotypisch geslacht van straalvinnige vissen uit de familie van de staartvinmesalen (Apteronotidae).

## Soort
- Pariosternarchus amazonensis Albert & Crampton, 2006